# Fairey Hendon
Il Fairey Hendon era un bombardiere bimotore ad ala bassa sviluppato dall'azienda britannica Fairey Aviation Company Limited alla fine degli anni venti.
Prodotto in piccola serie nel decennio successivo, venne utilizzato da uno squadron della Royal Air Force tra il 1936 e il 1939 e fu il primo monoplano ad ala bassa costruito interamente in metallo ad entrare in servizio con la RAF.

## Storia del progetto
Nel 1927 l'Air Ministry, il Ministero dell'Aria britannico responsabile della gestione dell'aviazione nel Regno Unito, emise una specifica, la B.19/27, per la fornitura di un nuovo bombardiere notturno bimotore con cui sostituire il Vickers Virginia. Alla richiesta parteciparono la Fairey, l'Handley Page che presentò l'Heyford e la Vickers con il suo Type 150.
Il prototipo, numero di serie K1695 e conosciuto come Fairey Night Bomber fino al 1934, effettuò il primo volo il 25 novembre 1930, spinto da due motori radiali Bristol Jupiter VIII da 460 hp (340 kW). Il prototipo precipitò subendo gravi danni nel marzo del 1931 e venne ricostruito adottando una nuova motorizzazione, due Rolls-Royce Kestrel 12 cilindri a V raffreddati a liquido in luogo degli Jupiter. Al termine delle prove di volo, l'Hendon venne sottoposto alla valutazione della commissione tecnica governativa che lo ritenne idoneo al servizio. Venne quindi emesso un iniziale ordine di fornitura per 14 esemplari, che assunsero la designazione Hendon Mk.II, avviati alla produzione in serie nello stabilimento Fairey di Stockport alla fine del 1936 e che continuò fino ai primi mesi del 1937.
In seguito allo sviluppo della successiva generazione di bombardieri pesanti britannici, lo sviluppo e la produzione dell'Hendon vennero interrotti. I successivi ordini per un totale complessivo di 60 Hendon furono cancellati dopo che, nel 1936, l'Armstrong Whitworth AW.38 Whitley dimostrò possedere prestazioni e capacità operative superiori.

## Tecnica
L'Hendon era un velivolo dall'aspetto convenzionale di costruzione interamente metallica caratterizzato dalla velatura monoplana ad ala bassa, dall'impianto propulsivo a due motori, dall'impennaggio bideriva e dal carrello fisso.
La fusoliera, realizzata con struttura in tubi metallici saldati, integrava la cabina di pilotaggio e le altre postazioni per i successivi quattro membri dell'equipaggio. Posteriormente terminava in un impennaggio caratterizzato dai due elementi verticali posizionati sui piani orizzontali e collegati alla parte terminale della fusoliera tramite un robusto castello tubolare.
La configurazione alare era monoplana, con l'ala posizionata bassa sulla fusoliera e dotata di alettoni.
Il carrello d'atterraggio era biciclo fisso, caratterizzato da gambe di forza posizionate all'altezza delle gondole motore e dotate di ruote di grande diametro inglobate da una carenatura "a pantalone"; posteriormente era posizionato un ruotino d'appoggio sotto la coda.
L'Hendon Mk.II, la versione di serie, era equipaggiato con una coppia di motori Rolls-Royce Kestrel VI, dei 12 cilindri a V raffreddati a liquido in grado di erogare una potenza pari a 600 hp (447 kW), posizionati in due gondole metalliche sul bordo d'attacco di ciascuna semiala ed abbinati ad eliche bipala.

## Impiego operativo

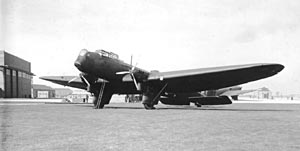
Un Fairey Hendon del No. 38 Squadron RAF.

Il ritardo nello sviluppo del modello causato dall'incidente e dal riassemblaggio del prototipo, fece dirottare la maggior parte degli ordini per un nuovo bombardiere sul biplano Handley Page HP.50 Heyford cosicché l'Hendon entrò in servizio con tre anni di ritardo. L'unica unità a utilizzarli fu il No. 38 Squadron RAF, operativa presso la base di Mildenhall nel novembre 1936, dopo avere rimpiazzato gli Heyford,; in seguito fu trasferita a Marham, nel Norfolk e ancora al No. 115 Squadron RAF, formato utilizzando lo Squadron 38.
L'Hendon, anche a causa della scarsità di potenza dei suoi motori (basti pensare che il totale era inferiore a quella di un singolo dei 4 Rolls Royce Merlin montati sull'Avro Lancaster), divenne subito obsoleto e fu sostituito alla fine del 1938 dal Vickers Wellington. A gennaio del 1939 tutti gli Hendon furono ritirati, messi a terra ed utilizzati come aereo da addestramento per la formazione a terra e per la scuola radio del campo RAF Cranwell.

## Varianti
Hendon Mk.I
Prototipo, unico esemplare.
Hendon Mk.II
Produzione, motorizzato da Rolls-Royce Kestrel VI, 14 esemplari.

## Utilizzatori
Regno Unito
- Royal Air Force